# Unité de Génis
L'unité de Génis est une succession métasédimentaire épizonale du Bas Limousin appartenant au socle varisque du Massif Central français. Elle fut déposée pendant l'intervalle Cambrien/Ordovicien à Dévonien.

## Localité type

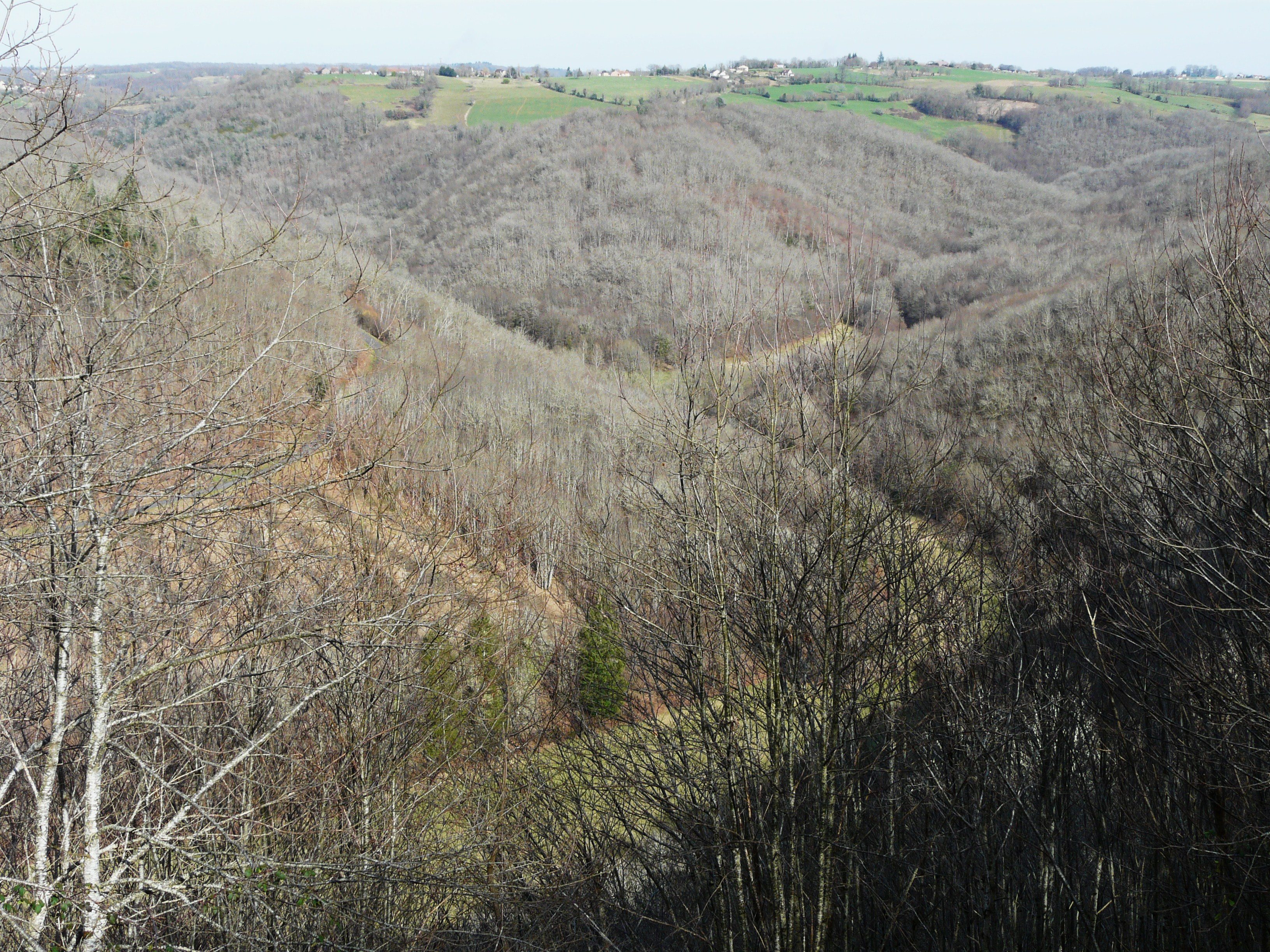
Les gorges de l'Auvézère entre Génis et Saint-Mesmin. Ici affleure surtout la porphyroïde de Génis. À l'arrière-plan le plateau pénéplainé du Bas Limousin avec son soubassement, l'unité de Thiviers-Payzac.

L'unité fut nommée après sa localité type Génis, une petite commune située au nord-est de la Dordogne.

## Géographie
L'unité de Génis s'étend sur une distance de 26 kilomètres au nord-est du département de la Dordogne suivant la direction ONO-ESE. Géographiquement elle appartient au Bas Limousin, un plateau pénéplainé au cours du Paléogène et ne dépassant guère 300 à 400 mètres d'altitude. La limite septentrionale de l'unité est la faille Sud-Limousine, un accident très important de caractère ductile et décrochant dextre séparant l'unité de Génis de l'unité de Thiviers-Payzac plus au nord. Au sud l'unité est couverte par les dépôts sédimentaires liassiques du bassin aquitain. À l'est l'unité de Génis disparaît sous les couches rouges permiennes du Bassin de Brive. La largeur de l'unité suivant la direction NNE-SSW (profil) est environ 5 kilomètres. Les gorges de l'Auvézère au nord de Cubas montrent des bons affleurements de l'unité.
Des unités avec une succession comparable se trouvent en Vendée et en Rouergue.

## Stratigraphie
L'unité de Génis montre la succession stratigraphique suivante (de haut en bas) :
- schistes verts de Génis ;
- schistes sériciteux de Génis ;
- arkose du Puy-de-Cornut ;
- porphyroïde de Génis.

### Schistes verts de Génis
Les schistes verts de Génis sont la formation la plus récente de l'unité de Génis. Ils sont ressortis des roches magmatiques à composition basique comme par exemple des gabbros et des laves en coussin basaltiques, mais aussi des roches volcanoclastiques basiques. On y trouve aussi de rares intercalations de chert et d'argilite. L'âge dévonien peut être attribué aux schistes verts.
À la base des schistes verts apparaissent des lentilles d'un calcaire à entroques contenant des conodontes du Silurien supérieur.

### Schistes sériciteux de Génis
Les schistes sériciteux de Génis sous-jacents sont très riches en quartz, chlorite et muscovite (variété séricite). Des acritarches de l'Ordovicien y étaient découvertes, on peut donc avancer un âge ordovicien et silurien inférieur à ces schistes.

### L'arkose du Puy-de-Cornut
Sous les schistes sériciteux de Génis gît l'arkose du Puy-de-Cornut. L'arkose est très silicifié et forme donc des bosses résistantes au terrain. L'arkose est considéré comme un équivalent stratigraphique du quartzite du Puy-des-Âges de l'unité Thiviers-Payzac plus au nord. Même une relation avec le grès armoricain en Bretagne est envisagée. 
Un âge ordovicien pour l'arkose est donc très probable.

### Porphyroïde de Génis

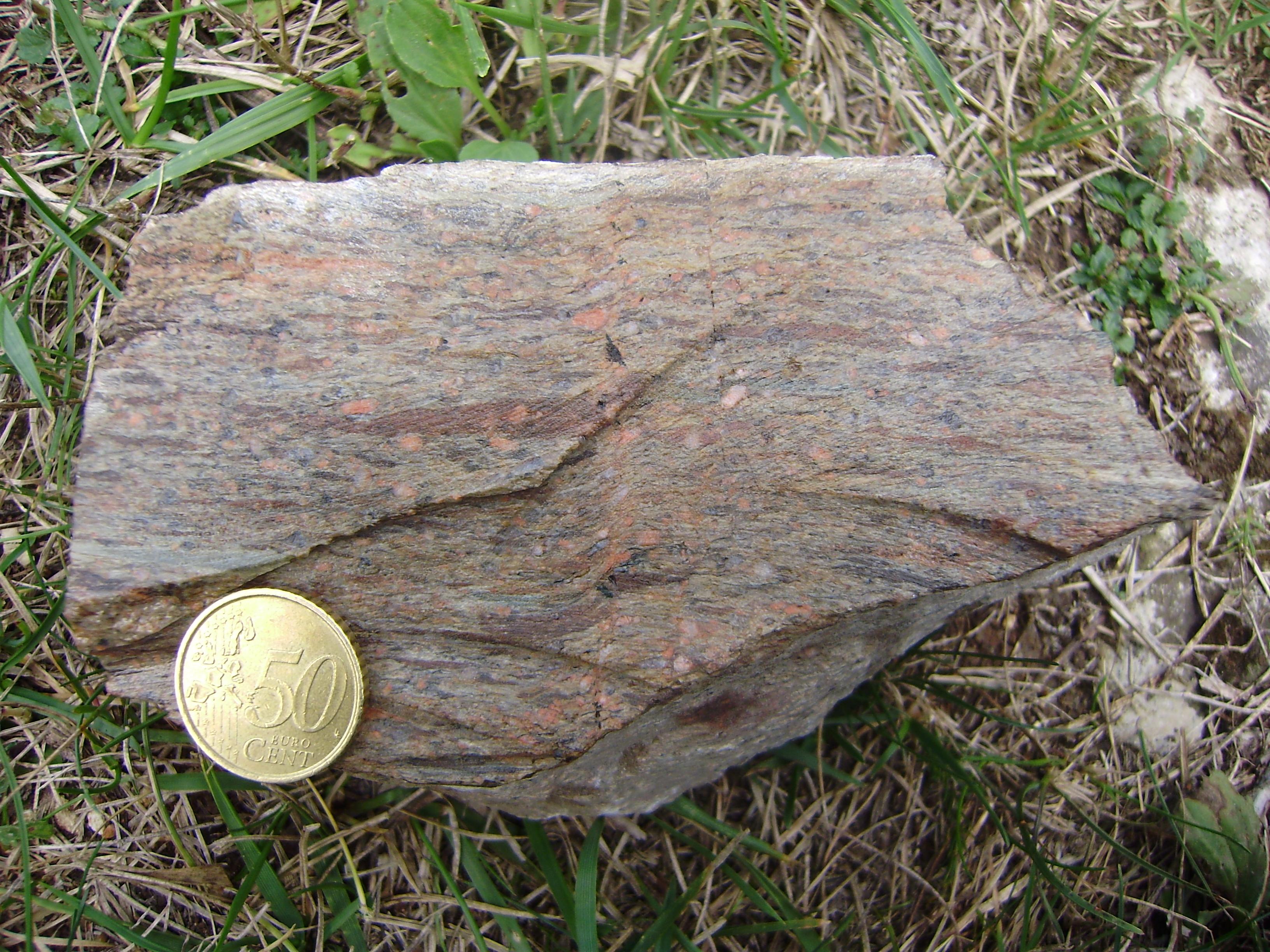
Échantillon scié d'un porphyroïde de Génis avec cisaillement dextre.

La  porphyroïde de Génis sous-jacente est séparée des formations supérieures par une discordance angulaire. Elle dérive des ignimbrites rhyolitiques (métaignimbrites) de caractère alcalin qui sont attribués à l'Ordovicien inférieur. La porphyroïde contient des phénocrysts de quartz, feldspath alcalin et plagioclase (albite) emballés dans une matrice très fine (5 μ) composée de quartz, feldspath, séricite et rarement chlorite. Les fiammes de l'ignimbrite  sont difficiles à discerner, mais les niveaux vitreux sont reconnaissables. Ces métaignimbrites sont riches en potassium et contiennent plus de 70 % de SiO2.
Le soubassement profond de l'unité de Génis est formé par les schistes de Donzenac et le grès de Thiviers. Le grès de Thiviers réapparaît dans l'anticlinal de Fugeyrollas au sein de l'unité de Génis. Ces deux formations appartenant à l'unité de Thiviers-Payzac sont considérées comme néoprotérozoïques et cambriennes.

## Organisation structurale
L'unité de Génis est entièrement plissée. Le plissement est étroit et vertical avec une longueur d'onde d'environ 150 mètres. Les axes de plis suivent la direction WNW-ESE (N 110) avec une légère inclinaison de 10 ° vers l'est. La stratification originelle (S0) est souvent préservée avec une pendage entre 75 et 80 ° vers le sud ou le nord. Parallèle aux plans axiaux une schistosité (S1) est bien développée. Le premier plissement étroit est repris par un deuxième plissement beaucoup plus ouvert d'une longueur d'onde autour de 2 kilomètres. Ainsi l'unité de Génis présente le synclinal de Cubas au sud, l' anticlinal de Fougeyrollas au milieu et l'anticlinal de Génis au nord. Sur le plan de la stratification se forma une linéation d'étirement très nette suivant plus ou moins la même direction que les axes de plis (avec une variation entre N 110 et N 135). Des minéraux néoformés sont allongés dans le même sens. Enfin les linéations sont accompagnées d'un microplissement aussi orienté N 110.

## Métamorphose et évolution structurale
Pendant l'orogenèse varisque la succession sédimentaire de l'unité de Génis fut enfouie et métamorphisée. Les roches enregistrèrent une rétromorphose évoluant sous conditions épizonales (faciès schistes verts avec formation de chlorite). Ce fait est très important pour la géologie du Massif Central, car les séries peu ou non métamorphiques y en manquent. Normalement les séries métasédimentaires sont fortement déformées et métamorphisées (faciès amphibolitique), une interprétation correcte de leurs protolithes est donc très malaisée.
Cette rétromorphose est d'ailleurs bien connue au Massif central, on la place normalement au Carbonifère moyen.
Comme la faille sud-limousine toute l'unité de Génis subit un cisaillement dextre de caractère ductile et peut donc être interprétée comme une zone de cisaillement dextre. Le sens dextre du cisaillement se retrouve dans toutes les formations. Ainsi des galets de quartz asymétriques logés aux niveaux conglomératiques du grès de Thiviers clairement indiquent le sens dextre du cisaillement. De même pour la porphyroïde de Génis qui montre des ombres de pression autour des phénocristaux de quartz et de feldspath alcalin. Des bandes millimétriques de cisaillement dans les schistes sériciteux de Génis soulignent aussi le même sens.
La datation des mouvements tectoniques repose sur des comparaisons avec les terrains analogues au Massif armoricain (Synclinal de Chantonnay en Vendée) et au Rouergue. Les cisaillements dextres au Massif Armoricain se déroulèrent entre 325 et 305 millions d'années au Namurien et au Westphalien (ç.à.d. au Serpukhovien et au Moscovien). On peut donc assumer l'âge Carbonifère moyen à supérieur pour les déformations cisaillantes affectant l'unité de Génis au Bas Limousin.
Les cisaillements sont aussi responsables pour les plissements de l'unité de Génis; les plis se formèrent par rotation et ensuite par allongement avec la direction d'étirement maximale.

## Sources
- BRGM, Feuille Juillac, Carte géologique de la France à 1/50 000
- J.-M. Peterlongo, Massif Central. Guides géologiques régionaux, Masson, 1978  (ISBN 2-225-49753-2)
- J.-Y. Roig, M. Faure, P. Ledru, Polyphase wrench tectonics in the southern french Massif Central: kinematic inferences from pre- and syntectonic granitoids, Geologische Rundschau, 85, 1996, pp. 138-153